# Gaoyangdian
Gaoyangdian (kinesiska: 高杨店, 高杨店乡) är en socken i Kina. Den ligger i provinsen Henan, i den centrala delen av landet, omkring 220 kilometer sydost om provinshuvudstaden Zhengzhou. Antalet invånare är 37 900. Befolkningen består av 20 192 kvinnor och 17 708 män. Barn under 15 år utgör 23,0 %, vuxna 15-64 år 65 %, och äldre över 65 år 10,0 %.
Genomsnittlig årsnederbörd är 992 millimeter. Den regnigaste månaden är augusti, med i genomsnitt 206 mm nederbörd, och den torraste är januari, med 11 mm nederbörd.